# 埃謝勒峰
45°16′09″N 06°41′06″E / 45.26917°N 6.68500°E

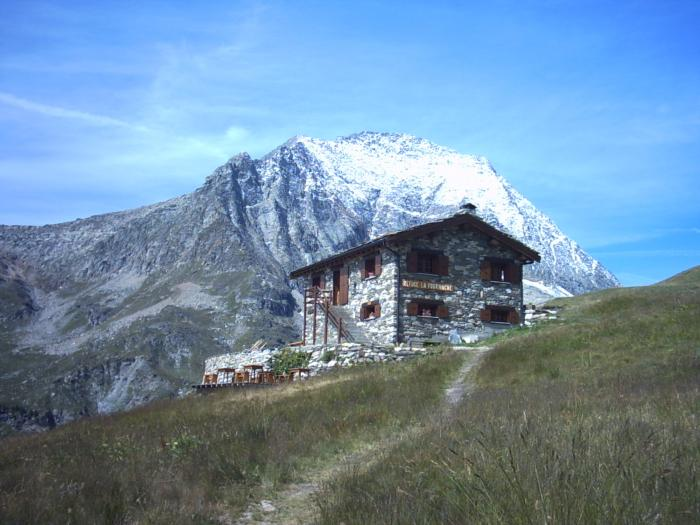

埃謝勒峰（法語：Pointe de l'Échelle），是法國的山峰，位於該國東南部，由奧文尼-隆-阿爾卑斯大區負責管轄，屬於瓦努瓦斯山的一部分，海拔高度3,442米，每年平均降雨量1,479毫米。